# ブライアン・トーマス・ジュニア
ブライアン・トーマス・ジュニア（Brian Thomas Jr., 2002年10月8日 - ）は、アメリカ合衆国ルイジアナ州ウォーカー出身のプロアメリカンフットボール選手。NFLのジャクソンビル・ジャガーズに所属している。ポジションはワイドレシーバー。

## 経歴

### ハイスクール
高校時代はフットボールの他にバスケットボールも行っていた。
4年目のシーズンに30レシーブ、507レシーブ獲得ヤード、7つのレシービングTDを記録し、オールアメリカンボウルに選出された。

### カレッジ
ルイジアナ州立大学に進学し、1年目の2021年シーズンは12試合に出場して28レシーブ、359レシーブ獲得ヤード、2つのレシービングTDを記録した。
2022年シーズンは13試合に出場して31 レシーブ、361レシーブ獲得ヤード、5つのレシービングTDを記録した。
2023年シーズンは13試合に出場して68レシーブ、1,177レシーブ獲得ヤード、同年のカレッジ最多となる17のレシービングTDを記録するなど、大幅に成績を伸ばした。シーズン終了後、2024年のNFLドラフトにアーリーエントリーした。